# Melissa Tkautz
Melissa Natalie Tkautz (Sydney, 24 gennaio 1974) è una cantante, attrice e modella australiana.

## Biografia
Di origini austriache dalla parte del padre e maltesi da quelle della madre, Melissa Tkautz ha iniziato la sua carriera come modella. All'età di 17 anni era già comparsa in 160 pubblicità, fra cui Cadbury e Qantas.
Nel 1988 ha debuttato come attrice nella serie televisiva Richmond Hill. Ha ottenuto particolare notorietà grazie ad E Street, soap opera di grande successo in Australia, dove all'inizio degli anni '90 ha recitato nel ruolo di Nikki Spencer.
Melissa Tkautz ha firmato un contratto discografico con la Westside Records, un'etichetta creata dai produttori di E Street, nel 1990. Ha dato il via alla sua carriera musicale l'anno successivo con il suo singolo di debutto Read My Lips, che ha raggiunto la vetta della classifica australiana. Ha anticipato l'album Fresh, che è arrivato 15º in classifica e ha prodotto altri due singoli di successo, Sexy (Is the Word) e Skin to Skin. Meno fortunato è stato il suo secondo album del 2005, Lost & Found, che non ha raggiunto la top 100 australiana, pur contenendo il singolo The Glamorous Life che si è fermato al 31º posto.

## Discografia

### Album
- 1992 - Fresh
- 2005 - Lost & Found

### Raccolte
- 2012 - The Hits & More

### Singoli
- 1991 - Read My Lips
- 1991 - Sexy (Is the Word)
- 1992 - Skin to Skin
- 1992 - My House
- 1993 - Is It...?
- 2005 - The Glamorous Life
- 2005 - All I Want
- 2006 - Easily Affected
- 2015 - Gotta Let You Go
- 2017 - The Key

## Filmografia
- Richmond Hill, serie TV (1988–89)
- Home and Away, serie TV (1990)
- E Street, serie TV (1990–93)
- La ragazza del futuro, serie TV (1992)
- Paradise Beach, serie TV (1993–94)
- Echo Point, serie TV (1995)
- Pacific Drive, serie TV (1996–2001)
- Medivac, serie TV (1998)
- All Saints, serie TV (2001–02, 2004)
- Swift and Shift Couriers, serie TV (2008, 2011)
- Housos, serie TV (2011-13)
- The Real Housewives of Sydney, reality show (2017)